# Oederemia marmorata
Oederemia marmorata là một loài bướm đêm trong họ Noctuidae.